# Geoffroy de Gonneville
Ne doit pas être confondu avec Geoffroy de Geneville.
Geoffroy de Gonneville était un dignitaire templier qui était maître de la province d'Aquitaine et de Poitou. En 1307, il est arrêté avec de nombreux autres templiers par Philippe le Bel. Le pape se réserve de le juger en personne avec quatre autres dignitaires de l'ordre : Jacques de Molay, Hugues de Pairaud, Geoffroy de Charnay et Rimbaud de Caromb. Pendant son interrogatoire par Guillaume de Nogaret, il donne des détails sur le rituel obscène voire hérétique que le roi de France attribue au Temple. 
Le 18 mars 1314, alors que le grand maître Jacques de Molay et le précepteur de Normandie Geoffroy de Charnay reviennent sur leurs aveux et sont condamnés au bûcher pour relaps, Geoffroy de Gonneville reste sur sa position et est condamné à la prison à vie.